# Episodi di Animal Kingdom (seconda stagione)
La seconda stagione della serie televisiva Animal Kingdom è stata trasmessa in prima visione sul network TNT dal 30 maggio al 29 agosto 2017.
In Italia, la stagione è stata interamente pubblicata sul servizio di video streaming online on demand Infinity TV il 27 settembre 2017.
| nº | Titolo originale          | Titolo italiano               | Prima TV USA   | Pubblicazione Italia |
| -- | ------------------------- | ----------------------------- | -------------- | -------------------- |
| 1  | Eat What You Kill         | Mangia ciò che ammazzi        | 30 maggio 2017 | 27 settembre 2017    |
| 2  | Karma                     | Karma                         | 6 giugno 2017  | 27 settembre 2017    |
| 3  | Bleed for It              | Sputa sangue                  | 13 giugno 2017 | 27 settembre 2017    |
| 4  | Broken Boards             | Tavole rotte                  | 20 giugno 2017 | 27 settembre 2017    |
| 5  | Forgive Us Our Trespasses | Rimetti a noi i nostri debiti | 27 giugno 2017 | 27 settembre 2017    |
| 6  | Cry Havoc                 | Dare l'allarme                | 11 luglio 2017 | 27 settembre 2017    |
| 7  | Dig                       | Scava                         | 18 luglio 2017 | 27 settembre 2017    |
| 8  | Grace                     | Con garbo                     | 25 luglio 2017 | 27 settembre 2017    |
| 9  | Custody                   | Deposito                      | 1º agosto 2017 | 27 settembre 2017    |
| 10 | Treasure                  | Il tesoro                     | 8 agosto 2017  | 27 settembre 2017    |
| 11 | The Leopard               | Il leopardo                   | 15 agosto 2017 | 27 settembre 2017    |
| 12 | You Will Be Gutted        | Sarai distrutto               | 22 agosto 2017 | 27 settembre 2017    |
| 13 | Betrayal                  | Tradimento                    | 29 agosto 2017 | 27 settembre 2017    |